# Фёдорова, Лина Алексеевна
Лина Алексеевна Фёдорова (род. 20 декабря 1997 в Москве) — российская фигуристка, выступавшая в парном катании. В паре с Максимом Мирошкиным она — двукратный бронзовый призёр чемпионата мира среди юниоров 2013 и 2015 годов, чемпионка Финала юниорской серии Гран-при, серебряный призёр Зимних юношеских Олимпийских игр, чемпионка Первенства России по фигурному катанию.

## Биография
Лину в фигурное катание привела бабушка в возрасте 4 лет. Сначала Лина выступала как одиночница, но потом её объединили в пару с Максимом Мирошкиным.
В сезоне 2011/2012 пара Федорова/Мирошкин дебютировали на юниорском Гран-При в Австрии, став пятыми. В 2012 году они так же приняли участие в Зимних юношеских Олимпийских играх, где взяли серебро.
В следующем сезоне пара выиграла этап юниорского Гран-при в Германии и турнир Warsaw Cup, заняла второе место на этапе в Австрии, что позволило им выйти в Финал Гран-При, где они одержали победу. В этом же сезоне году Лина и Максим впервые попали на Чемпионат России, где показали восьмой результат, но выиграли Первенство России.
На чемпионате мира среди юниоров ребята неважно откатали короткую программу, показав только седьмой результат, но сумели собраться и заняли 1 место в произвольной, что в итоге дало им бронзу.
В 2013/2014 Федорова/Мирошкин приняли участие в этапах юниорского Гран-При, где выиграли чешский этап, и стали вторыми. В финале серии пара показала второй результат в короткой программе и третий в произвольной, где и зафиксировалась. На прошедшем Чемпионате России пара улучшила свой прошлогодний результат, став шестыми и четвертыми на Первенстве России. На юниорский чемпионат мира спортсмены были запасными.
Новый после олимпийский сезон пара начала на юниорском этапе Гран-при в Чехии, затем вторыми они были на этапе в Германии. Это дало им право беспрепятственно выйти в юниорский финал Гран-при, который состоялся в Испании. В Барселоне они уверенно выиграли серебро. Национальный чемпионат фигуристы пропустили, а на первенстве среди юниоров финишировали вторыми, что позволило им заявиться на юниорский чемпионат. На юниорском чемпионате мира 2015 года фигуристы превысили свои достижения в короткой программе, однако они вновь оказались бронзовыми медалистами.
Следующий сезон должен был стать первым во взрослой категории, однако партнёр получил травму колена и пара выбыла из строя до весны следующего года. К сожалению пара так и не смогла восстановиться; Лина пробовала найти себе другого партнёра, но ничего не получилось и она завершила спортивную карьеру.

## Техника катания

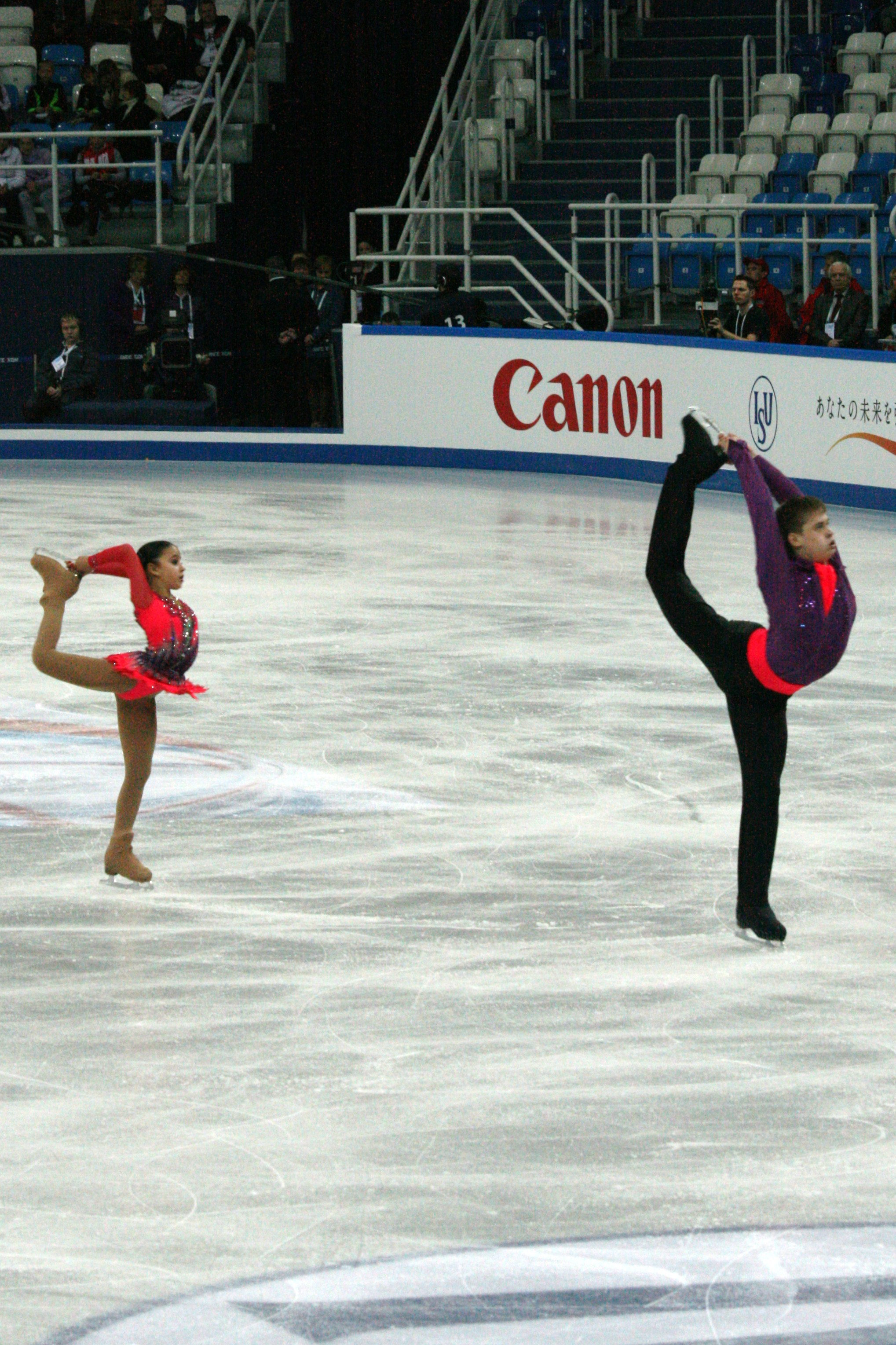
Лина Федорова/ Максим Мирошкин выполняют параллельный бильман

Лина и Максим являются одной из немногих спортивных пар, исполнявших параллельное вращение бильман. (SBS)

## Программы
| Сезон     | Короткая программа                   | Произвольная программа              | Показательные выступления |
| 2014-2015 | Feeling Good Michael Bublé           | Korobushko Bond                     |                           |
| --------- | ------------------------------------ | ----------------------------------- | ------------------------- |
| 2013—2014 | Clowns and Kids Suite Альфред Шнитке | Кабаре Лайза Миннелли               |                           |
| 2012—2013 | Singin’ in the Rain                  | The Pajama Game Hernando's Hideaway | Circus medley             |
| 2011—2012 | Singin’ in the Rain                  | Circus medley                       |                           |

## Результаты
(с М. Мирошкиным)
| Результаты                                            | Результаты            | Результаты            | Результаты            | Результаты            | Результаты            | Результаты            | Результаты            |
| Международный уровень                                 | Международный уровень | Международный уровень | Международный уровень | Международный уровень | Международный уровень | Международный уровень | Международный уровень |
| Event                                                 | 2009-10               | 2010-11               | 2011-12               | 2012-13               | 2013-14               | 2014-15               |                       |
| ----------------------------------------------------- | --------------------- | --------------------- | --------------------- | --------------------- | --------------------- | --------------------- | --------------------- |
| Warsaw Cup                                            | 2 N.                  |                       |                       | 1 J.                  | 2                     | 2                     |                       |
| Международный юниорский уровень                       |                       |                       |                       |                       |                       |                       |                       |
| Чемпионат мира среди юниоров                          |                       |                       |                       | 3                     |                       | 3                     |                       |
| Зимние Юношеские Олимпийские игры                     |                       |                       | 2                     |                       |                       |                       |                       |
| JGP Final                                             |                       |                       |                       | 1                     | 3                     | 2                     |                       |
| JGP Austria                                           |                       |                       | 5                     | 2                     |                       |                       |                       |
| JGP Czech Rep                                         |                       |                       |                       |                       | 1                     | 2                     |                       |
| JGP Germany                                           |                       |                       |                       | 1                     |                       | 2                     |                       |
| JGP Slovakia                                          |                       |                       |                       |                       | 2                     |                       |                       |
| Ice Challenge                                         | 1 N.                  |                       | 1 J.                  |                       |                       | 1                     |                       |
| NRW Trophy                                            | 2 N.                  |                       | 1 J.                  |                       |                       |                       |                       |
| Printemps                                             |                       |                       |                       | 1 J.                  |                       |                       |                       |
| National                                              |                       |                       |                       |                       |                       |                       |                       |
| Чемпионат России                                      |                       |                       |                       | 8                     | 6                     |                       |                       |
| Первенство России среди юниоров                       |                       | 11                    |                       | 1                     | 4                     | 2                     |                       |
| JGP = Junior Grand Prix Уровни: N. = nov; J. = юниоры |                       |                       |                       |                       |                       |                       |                       |